# Alexandre Bertrand
Alexandre Jacques François Bertrand (Rennes, França, 25 de abril de 1795 - Paris, Ile-de-France, 22 de janeiro de 1831) foi um médico francês, magnetizador e editor do Jornal Le Globe.

## Biografia
Alexandre Bertrand era um nativo de Rennes. Ele era o pai do arqueólogo e matemático Joseph Louis François Bertrand (1822-1900). Ele foi amigo do filósofo Pierre Leroux (1798-1871) e do Claude Henri de Rouvroy, comte de Saint-Simon.
Bertrand é lembrado por sua investigações científicas sobre o magnetismo animal e do sonambulismo mesmérico. Em suas palestras públicas sobre o mesmerismo ele falou com confiança sobre a existência de "fluido magnético", porém mais tarde, ele mudou de ideia, Tornando-se um dos principais críticos desta experiência..
A partir de 1825-1830 Bertrand publicou numerosos artigos no jornal progressista Le Globe.

## Obras

### livros
- Examen de l'opinion généralement admise sur la manière dont nous recevons par la vue la connaissance des corps, thèse de doctorat, Paris, Didot, 1819.
- Traité du somnambulisme et des différentes modifications qu'il présente, Paris, Dentu, 1823.
- Lettres sur les révolutions du Globe, Paris, Bossange frères, 1824, réédité et augmenté en 1826, 1828, 1832, 1836 link aqui (éd. 1836) ; 1839 ; Bruxelles, Wahlen, 1843 ; Paris, Tessier, 1845 ; 6e éd., Paris, Hetzel, 1863 ; 8e éd., 1864 ; 10e éd., 1879, etc.
- Lettres sur la physique, Paris, Bossange, 2 volumes in-8°, 1824 et 1825 ; rééd. 1827.
- Du magnétisme animal en France et des jugements qu'en ont porté les sociétés savantes, (Suivi de) Considérations sur l'apparition de l'extase dans les traitements magnétiques, Paris, Baillière, 1826 link aqui ; rééd. Paris, L'harmattan, 2004 (ISBN 2-7475-6319-7).
- De l'extase, Paris, Coste, 1829.

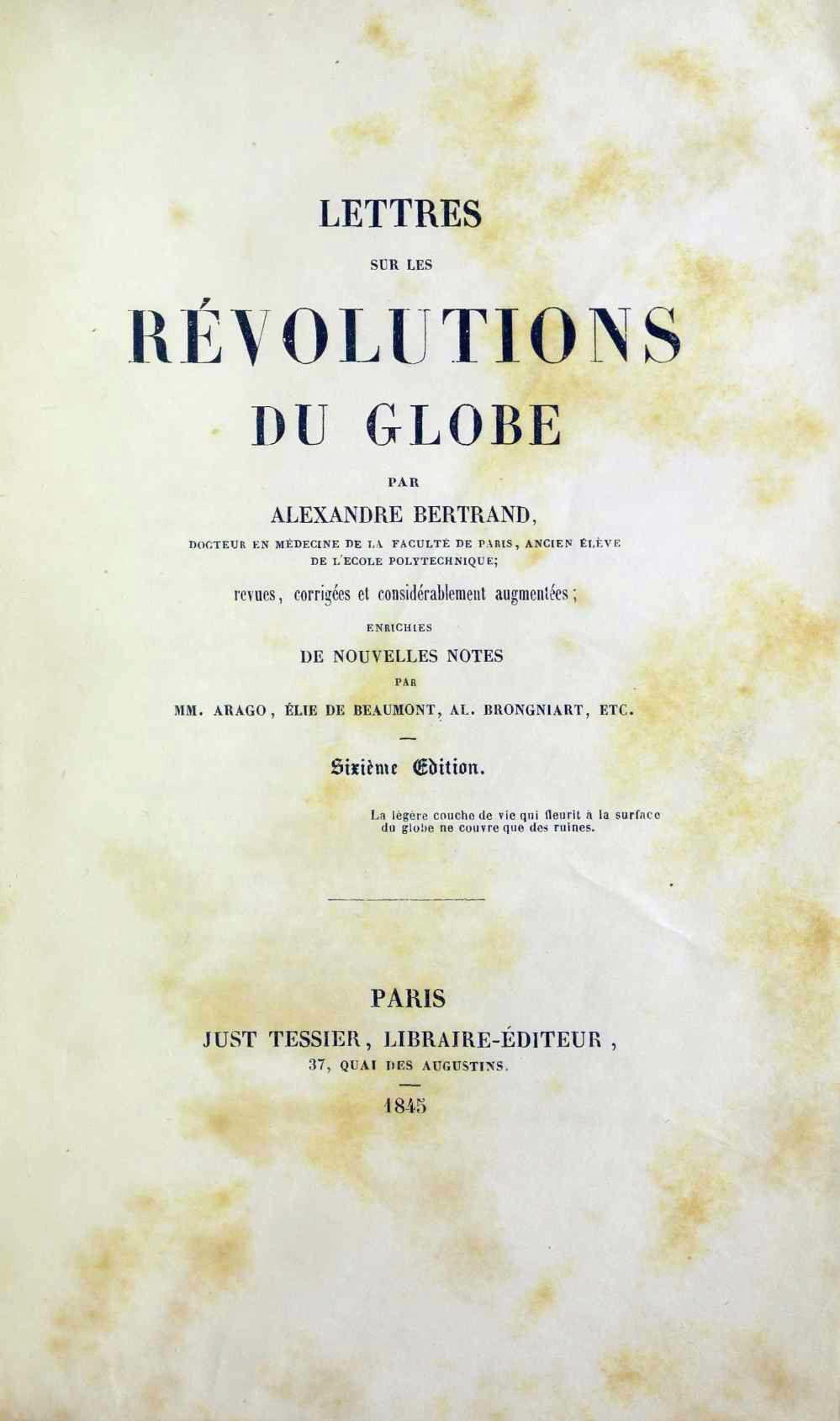
Lettres sur les rèvolutions du globe, 1845

### Artigos
- Bertrand publie de nombreux articles scientifiques, notamment dans l'Encyclopédie progressive et dans le journal Le Globe, de 1825 à 1830.